# Петерсен, Андерс
Андерс Петерсен (швед. Anders Petersen; род. 1944) — шведский фотограф.
Получил известность после выхода книги «Кафе „Лемитц“» (1978). С 1967 по 1970 год Петерсен фотографировал постояльцев этого маргинального заведения в одном из районов Гамбурга, среди которых преобладали проститутки, уличные поэты и моряки. Благодаря этой книге Андерс получил славу страстного бытописателя бунтарских будней. Обложка книги в 1985 году использовалась Томом Уэйтсом в альбоме Rain Dogs.
Считается одним из влиятельнейших фотографов-документалистов Скандинавии. В 2003 году был удостоен престижной награды на фестивале в Арле.